# Nemosoma elongatum
Nemosoma elongatum là một loài bọ cánh cứng trong họ Trogossitidae. Loài này được Linnaeus miêu tả khoa học năm 1761.

## Hình ảnh

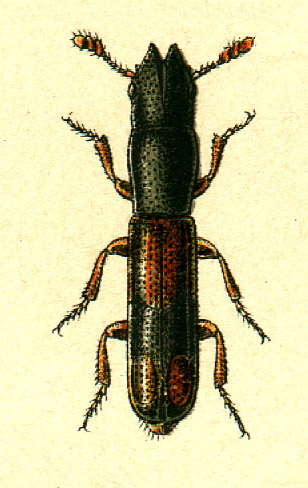
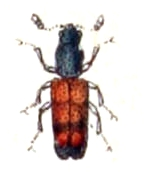